# Scapania
Scapania es un género de plantas hepáticas perteneciente a la familia Scapaniaceae. Comprende 186 especies descritas y de estas, solo 105 aceptadas.

## Taxonomía
El género fue descrito por (Dumort.) Dumort.  y publicado en Recueil d'Observations sur les Jungermanniacées 14. 1835.

## Especies
- Scapania aequiloba (Schwägr.) Dumort.
- Scapania apiculata Spruce
- Scapania aspera M. Bernet & Bernet
- Scapania brevicaulis Taylor 1846[3]
- Scapania calcicola (Arnell & J. Pers.) Ingham
- Scapania compacta (Roth) Dumort.
- Scapania curta (Mart.) Dumort.
- Scapania cuspiduligera (Nees) Müll.Frib.
- Scapania gracilis Lindb. 1873[4]
- Scapania helvetica Gottsche
- Scapania irrigua (Nees) Nees
- Scapania lingulata H. Buch
- Scapania mucronata H. Buch 1916[5]
- Scapania nemorea (L.) Grolle
- Scapania paludicola Loeske & Müll.Frib.
- Scapania paludosa (Müll.Frib.) Müll.Frib.
- Scapania praetervisa Meyl.
- Scapania sphaerifera, Buch & Tuom.
- Scapania subalpina (Lindenb.) Dumort.
- Scapania uliginosa (Sw. ex Lindenb.) Dumort.
- Scapania umbrosa (Schrad.) Dumort.
- Scapania undulata (L.) Dumort.